# Port lotniczy Juliaca-Inca Manco Capac
Port lotniczy Juliaca-Inca Manco Cápac – międzynarodowy port lotniczy zlokalizowany w peruwiańskim mieście Juliaca.